# 海因茨·弗赖
海因茨·弗赖（德語：Heinz Frei，1958年1月28日—），瑞士男子冬季两项、越野滑雪、自行车、田径运动员。他曾代表瑞士参加1984年、1988年、1992年、1994年、1996年、1998年、2000年、2004年、2006年、2008年和2012年残疾人奥林匹克运动会，获得十五枚金牌、八枚银牌和十二枚铜牌。